# 데이비드 오크스
데이비드 오크스(David Oakes, 1983년 10월 14일 ~ )는 잉글랜드의 배우이다.

## 출연 작품
- 콜드 스킨 - 프리엔드 역

## 같이 보기
- 에드 베글리 주니어